# Пырейник
Пыре́йник или волосне́ц, или элимус, или колоснец (лат. Élymus) — род травянистых растений подсемейства Мятликовые (Pooideae) семейства Злаки (Poaceae).

## Ботаническое описание
Многолетние травянистые растения 25—150 см высотой, ползучие подземные побеги отсутствуют.
Соцветие — линейный колос, ось которого при плодах не распадается; колоски сидячие или почти сидячие, расположены по одному, реже по 2—3; цветков (2)3—5(7). Колосковые чешуи ланцетные, эллиптические, ланцетно-продолговатые или ланцетно-яйцевидные, с 3—9 выступающими жилками, без выраженного киля. Нижние цветковые чешуи остистые или безостые, с тупотреугольным, волосистым каллусом у основания.

## Распространение
Встречаются во внетропических областях обоих полушарий и в горных районах тропиков.

## Таксономия
Elymus L., Species Plantarum 1: 83. 1753.

### Синонимы
В синонимику рода входят следующие названия:
- Asperella Humb. (1790)
- Braconotia Godr. (1844)
- Campeiostachys Drobow (1941)
- Clinelymus (Griseb.) Nevski (1932)
- Crithopyrum Steud. (1854)
- Cryptopyrum Heynh. (1846), nom. inval.
- ×Elymotrigia Hyl. (1953)
- ×Elysitanion Bowden (1967)
- Elytrigia Desv. (1810) — Пырей
- Elytrigium Benth. (1881)
- Goulardia Husn. (1899)
- Gymnostichum Schreb. (1810)
- Hystrix Moench (1794)
- Lophopyrum Á.Löve (1980)
- Pascopyrum Á.Löve (1980)
- Peridictyon Seberg, Fred. & Baden (1991)
- Polyantherix Nees (1838)
- Psammopyrum Á.Löve (1986)
- ×Pseudelymus Barkworth & D.R.Dewey (1983)
- Pseudoroegneria (Nevski) Á.Löve (1980)
- Roegneria K.Koch (1848)
- Semeiostachys Drobow (1941)
- Sitanion Raf. (1819)
- Sitospelos Adans. (1763), nom. superfl.
- Terrellia Lunell (1915), nom. superfl.
- ×Terrelymus B.R.Baum (1979)

### Виды
По информации базы данных The Plant List (на июль 2016) род включает 234 вида, некоторые из них:
- Elymus abolinii (Drobow) Tzvelev — Пырейник Аболина
- Elymus arcuatus (Golosk.) Tzvelev — Пырейник дуговидный
- Elymus buschianus (Roshev.) Tzvelev — Пырейник Буша
- Elymus canadensis L. — Пырейник канадский
- Elymus caninus (L.) L. — Пырейник собачий
- Elymus caucasicus (K.Koch) Tzvelev — Пырейник кавказский
- Elymus ciliaris (Trin.) Tzvelev — Пырейник реснитчатый
- Elymus confusus (Roshev.) Tzvelev — Пырейник смешиваемый
- Elymus dahuricus Turcz. ex Griseb. — Пырейник даурский
- Elymus dentatus (Hook.f.) Tzvelev — Пырейник зубчатый
- Elymus drobovii (Nevski) Tzvelev — Пырейник Дробова
- Elymus elongatus (Host) Runemark — Пырейник удлинённый
- Elymus fedtschenkoi Tzvelev — Пырейник Федченко
- Elymus fibrosus (Schrenk) Tzvelev — Пырейник волокнистый
- Elymus glaucissimus (Popov) Tzvelev — Пырейник сизейший
- Elymus gmelinii (Ledeb.) Tzvelev — Пырейник Гмелина
- Elymus himalayanus (Nevski) Tzvelev — Пырейник гималайский
- Elymus jacutensis (Drobow) Tzvelev — Пырейник якутский
- Elymus lenensis (Popov) Tzvelev — Пырейник ленский
- Elymus longiaristatus (Boiss.) Tzvelev — Пырейник длинноостый
- Elymus macrochaetus (Nevski) Tzvelev — Пырейник крупноостый
- Elymus macrourus (Turcz.) Tzvelev — Пырейник длинноколосый
- Elymus mutabilis (Drobow) Tzvelev — Пырейник изменчивый
- Elymus nutans Griseb. — Пырейник поникший
- Elymus panormitanus (Parl.) Tzvelev — Пырейник палермский
- Elymus pendulinus (Nevski) Tzvelev — Пырейник повислый
- Elymus praeruptus Tzvelev — Пырейник прерывистоколосый
- Elymus repens (L.) Gould — Пырейник ползучий
- Elymus sajanensis (Nevski) Tzvelev — Пырейник саянский
- Elymus schrenkianus (Fisch. & C.A.Mey.) Tzvelev — Пырейник Шренка
- Elymus schugnanicus (Nevski) Tzvelev — Пырейник шугнанский
- Elymus sclerophyllus (Nevski) Tzvelev — Пырейник жестколистный
- Elymus semicostatus (Nees ex Steud.) Melderis — Пырейник полуребристый
- Elymus sibinicus Kotukhov — Пырейник сибинский
- Elymus sibiricus L. — Пырейник сибирскийtypus[1]
- Elymus trachycaulus (Link) Gould ex Shinners — Пырейник шероховатостебельный
- Elymus transhyrcanus (Nevski) Tzvelev — Пырейник закаспийский
- Elymus troctolepis (Nevski) Tzvelev — Пырейник выгрызенночешуйный
- Elymus uralensis (Nevski) Tzvelev — Пырейник уральский